# Masłowice (województwo zachodniopomorskie)
Masłowice (niem.: Masselwitz) – wieś w Polsce położona w województwie zachodniopomorskim, w powiecie sławieńskim, w gminie Postomino.  
W latach 1975–1998 miejscowość administracyjnie należała do województwa słupskiego.
Inne miejscowości o nazwie Masłowice: Masłowice, Masłowice Trzebiatkowskie, Masłowice Tuchomskie

## Z kart historii
Wieś powstała w połowie XVIII wieku w okresie tzw. kolonizacji fryderycjańskiej na terenie dawnej puszczy.